# GREATEST HITS 1990-1999
『GREATEST HITS 1990-1999』（グレイテスト・ヒッツ 1990-1999）は、布袋寅泰3作目のベスト・アルバム。1990年からのソロ活動10周年を記念して1999年6月23日に東芝EMI/EASTWORLDよりリリースされた。

## 解説
1990年から1999年までにリリースされたシングル全16曲を網羅した、ベスト・アルバム。
シングル・コレクション的内容となっているが、イギリス限定リリースの1stシングル「DANCING WITH THE MOONLIGHT」は未収録である。初回盤はピクチャーCD仕様。
116万枚を売上、初のミリオンセラーを記録。1999年7月日本レコード協会よりミリオン認定を受けている。
第14回日本ゴールドディスク大賞にて「ROCK ALBUM OF THE YEAR」を受賞した。
2014年6月11日にユニバーサル・ミュージックの企画「Best the Best!」の一環で廉価にて再発売された。

## 収録曲
曲の詳細やタイアップ情報は各項目を参照。
| 全作曲: 布袋寅泰。 |                                                              |           |            |                        |      |
| #                  | タイトル                                                     | 作詞      | 作曲・編曲 | 編曲                   | 時間 |
| 1.                 | 「スリル」                                                   | 森雪之丞  | 布袋寅泰   | 布袋寅泰               | 4:41 |
| 2.                 | 「POISON」                                                   | 森雪之丞  | 布袋寅泰   | 布袋寅泰               | 4:24 |
| 3.                 | 「バンビーナ」                                               | 森雪之丞  | 布袋寅泰   | 布袋寅泰               | 4:48 |
| 4.                 | 「ラストシーン」                                             | 布袋寅泰  | 布袋寅泰   | 布袋寅泰               | 5:27 |
| 5.                 | 「CHANGE YOURSELF!」                                         | 布袋寅泰  | 布袋寅泰   | 布袋寅泰               | 5:16 |
| 6.                 | 「NOBODY IS PERFECT」                                        | 布袋寅泰  | 布袋寅泰   | 布袋寅泰 Michael Kamen | 5:06 |
| 7.                 | 「LONELY WILD（SINGLE VERSION）」                            | 布袋寅泰  | 布袋寅泰   | 布袋寅泰               | 5:03 |
| 8.                 | 「薔薇と雨」                                                 | 布袋寅泰  | 布袋寅泰   | 布袋寅泰 Simon Hale    | 3:32 |
| 9.                 | 「Déjà-vu (in paris)」                                       | ‐         | 布袋寅泰   | 中西俊博               | 3:08 |
| 10.                | 「CIRCUS」                                                   | 森雪之丞  | 布袋寅泰   | 布袋寅泰               | 4:59 |
| 11.                | 「さらば青春の光 (SINGLE VERSION)」                          | 布袋寅泰  | 布袋寅泰   | 布袋寅泰               | 4:34 |
| 12.                | 「サレンダー」                                               | 布袋寅泰  | 布袋寅泰   | 布袋寅泰               | 6:08 |
| 13.                | 「BEAT EMOTION (SINGLE VERSION)」                            | 布袋寅泰  | 布袋寅泰   | 布袋寅泰               | 5:01 |
| 14.                | 「YOU」                                                      | 布袋寅泰  | 布袋寅泰   | 布袋寅泰               | 6:17 |
| 15.                | 「THANK YOU & GOOD BYE」                                     | 布袋寅泰  | 布袋寅泰   | Michael Kamen          | 4:29 |
| 16.                | 「命は燃やしつくすためのもの」(ストリングス編曲：Simon Hale) | 布袋寅泰  | 布袋寅泰   | 布袋寅泰               | 5:59 |
| 合計時間:          | 合計時間:                                                    | 合計時間: | 合計時間:  | 78:52                  |      |

## 楽曲解説
1. スリル
10thシングル。
2. POISON
9thシングル。
3. バンビーナ
16thシングル。アルバム初収録。
4. ラストシーン
11thシングル。
5. CHANGE YOURSELF!
14thシングル。アルバム初収録。
6. NOBODY IS PERFECT
17thシングル。アルバム初収録。
7. LONELY★WILD（SINGLE VERSION）
5thシングル。
8. 薔薇と雨
8thシングル。オリジナルの『GUITARHYTHM IV』収録テイクでの収録。
9. Déjà-vu (in paris)
2ndシングルの2曲目。アルバム初収録。
10. CIRCUS
13thシングル。シングル・バージョンはアルバム初収録。
11. さらば青春の光（SINGLE VERSION）
6thシングル。シングル・バージョンはアルバム初収録。
12. サレンダー
7thシングル。アルバム『GUITARHYTHM IV』収録バージョンでの収録。
13. BEAT EMOTION（SINGLE VERSION）
3rdシングル。シングル・バージョンはアルバム初収録[5]。
14. YOU
4thシングル。2ndアルバム『GUITARHYTHM II』からのリカット。
15. THANK YOU & GOOD BYE
15thシングル。アルバム初収録。
16. 命は燃やしつくすためのもの
12thシングル。
『King & Queen』収録版だが、冒頭のカウント部分がカットされている。

## 参加ミュージシャン
- 布袋寅泰 - ボーカル、ギター、ベース、キーボード
- 成田忍 - ギター
- 浅田孟 - ベース
- 渡邉貢 - ベース
- クマ原田 - ベース
- 椎野恭一 - ドラムス
- 中幸一郎 - ドラムス
- 山木秀夫 - ドラムス
- MEL GAYNER - ドラムス
- サイモン・ヘイル - キーボード
- 小森茂生 - キーボード
- 梅﨑俊春 - コンピュータ
- 藤井丈司 - コンピュータ
- 渡部伸隆 - コンピュータ
- 藤井フミヤ - コーラス
- 花田裕之 - コーラス
- 藤神敬也 - コーラス
- JILL - コーラス
- クリス・レインボウ - コーラス
- 今井美樹 - コーラス
- LENNY ZAKATEK - コーラス
- JEFF PATTERSON - コーラス
- GUITARHYTHM STRINGS - ストリングス
  - GAVIN WRIGHT - リーダー
  - サイモン・ヘイル - 指揮者
- 中西俊博 - ヴァイオリン
- 桑野聖 - ヴァイオリン
- 小林靖宏 - アコーディオン
- KAZUKI CHIBA - コントラバス